# 李适时
李适时（1953年7月—），湖南湘乡人。中共第十七届、十八届中央纪律检查委员会委员，第十一届、十二届全国人大常委会委员。

## 生平
1989年，任国务院法制局财贸外事法规司处长。1997年，任国务院法制局副局长。2000年，任国务院法制办公室副主任。2003年，任国务院副秘书长。2008年，任全国人大常委会法制工作委员会主任。2017年4月，不再担任全国人大常委会法制工作委员会主任。